# 岩渕有美
岩渕 有美（いわぶち ゆみ、1979年9月10日 - ）は、埼玉県出身の女子ソフトボール選手（外野手）・指導者。ビックカメラ高崎ビークイーン監督。

## 経歴
星野女子高等学校卒業。1998年、日立高崎（当時）に入団。2004年、アテネオリンピックに出場し、銅メダルを獲得。同年、彩の国スポーツ功労賞を受賞。
2013年に現役引退して指導者に転じた。2014年、ルネサスエレクトロニクス高崎（当時）のコーチに就任。2015年・2016年はビックカメラ高崎のヘッドコーチを務めた。
2017年、ビックカメラ高崎ビークイーンの監督に就任。